# Petit Catéchisme de Luther
Pour les articles homonymes, voir Catéchisme (homonymie) et Petit Catéchisme.
Le Petit Catéchisme (en allemand Kleiner catechismus) est un ouvrage écrit par Martin Luther, publié en 1529. Il s'agit d'un des premiers catéchismes. 

## Banques de données, dictionnaires et encyclopédies
- Notices d'autorité :   - VIAF
  - GND
  - Israël
  - Lettonie